# Northern Star (album Melanie C)
| Recensione | Giudizio |
| ---------- | -------- |
| AllMusic   |          |

Northern Star è il primo album da solista della cantautrice britannica Melanie C, pubblicato il 18 ottobre 1999 dall'etichetta discografica Virgin.
Registrato tra il 1998 e il 1999, periodo in cui le Spice Girls, gruppo del quale faceva parte la cantante, avevano preso una pausa per lavorare a dei progetti da soliste, l'album è stato pubblicato il 18 ottobre 1999 dall'etichetta discografica Virgin, forte della pubblicità e della visibilità che avevano reso famosa la cantante pochi anni prima. L'album combina sonorità pop con elementi rock, R&B, dance, trance, elettronici e techno-rock che contrastano notevolmente con le tipiche sonorità delle Spice Girls.
L'album ha visto la partecipazione attiva della cantante anche come autrice, avendo partecipato alla scrittura di tutte le tracce del disco.
Alla produzione di quest'album collaborò anche Lisa Lopes, che duettò con Melanie C nella canzone, poi diventata singolo, Never Be the Same Again. Ha partecipato alla produzione anche William Orbit, già collaboratore di Madonna per il disco di successo Ray of Light.

## Singoli
Da Northern Star furono estratti ben cinque singoli promozionali, che furono pubblicati tra il 1999, poco prima dell'uscita dell'album stesso, e il 2000. Il singolo apripista fu Goin' Down, seguito dalla title track Northern Star, Never Be the Same Again, I Turn to You e If That Were Me.
Alcune tracce vennero invece usate come colonne sonore; Go! fu inserita in quella della commedia Whatever It Takes di James Franco e Shane West del 2000, mentre Ga Ga fece parte di quella del film Big Daddy - Un papà speciale, del 1999, con Adam Sandler, e in un episodio della celebre serie televisiva Streghe.

## Tracce
1. Go! – 3:39 (Melanie Chisholm, William Orbit)
2. Northern Star – 4:41 (Melanie Chisholm, Rick Nowels)
3. Goin' Down – 3:36 (Melanie Chisholm, Richard Stannard, Julian Gallagher)
4. I Turn to You – 5:52 (Melanie Chisholm, Rick Nowels, Billy Steinberg)
5. If That Were Me – 4:33 (Melanie Chisholm, Rick Nowels)
6. Never Be the Same Again (feat. Lisa Lopes) – 4:54 (Melanie Chisholm, Rhett Lawrence, Paul F. Cruz, Lisa Lopes, Lorenzo Martin)
7. Why – 5:30 (Melanie Chisholm, Dave Munday, Phil Thornalley)
8. Suddenly Monday – 2:37 (Melanie Chisholm, Matt Rowe, Richard Stannard, Julian Gallagher)
9. Ga Ga – 3:52 (Melanie Chisholm, Phil Thoenalley, Dave Munday)
10. Be the One – 3:37 (Melanie Chisholm, Phil Thoenalley, Dave Munday)
11. Closer – 5:45 (Melanie Chisholm, Rick Nowels, Billy Steinberg)
12. Feel the Sun – 5:02 (Melanie Chisholm, Rick Nowels)
13. Never Be the Same Again (Single Mix) – 4:15 (Melanie Chisholm, Rhett Lawrence, Paul F. Cruz, Lisa Lopes, Lorenzo Martin) – Solo nella ripubblicazione del disco
14. I Turn to You (Hex Hector Radio Mix) – 4:12 (Melanie Chisholm, Rick Nowels, Billy Steinberg) – Solo nella ripubblicazione del disco

Durata totale: 62:05
Edizione giapponese
1. Go! – 3:39 (Melanie Chisholm, William Orbit)
2. Northern Star – 4:41 (Melanie Chisholm, Rick Nowels)
3. Goin' Down – 3:36 (Melanie Chisholm, Richard Stannard, Julian Gallagher)
4. I Turn to You – 5:52 (Melanie Chisholm, Rick Nowels, Billy Steinberg)
5. If That Were Me – 4:33 (Melanie Chisholm, Rick Nowels)
6. Never Be the Same Again (feat. Lisa Lopes) – 4:54 (Melanie Chisholm, Rhett Lawrence, Paul F. Cruz, Lisa Lopes, Lorenzo Martin)
7. Why – 5:30 (Melanie Chisholm, Dave Munday, Phil Thornalley)
8. Suddenly Monday – 2:37 (Melanie Chisholm, Matt Rowe, Richard Stannard, Julian Gallagher)
9. Follow Me – 4:47 (Melanie Chisholm, Billy Steinberg, Bryan Adams)
10. Ga Ga – 3:52 (Melanie Chisholm, Phil Thoenalley, Dave Munday)
11. Be the One – 3:37 (Melanie Chisholm, Phil Thoenalley, Dave Munday)
12. Closer – 5:45 (Melanie Chisholm, Rick Nowels, Billy Steinberg)
13. Feel the Sun – 5:02 (Melanie Chisholm, Rick Nowels)

Durata totale: 58:25

## Successo commerciale
Fu l'album che riscosse più successo tra quelli di debutto di tutte le ex componenti delle Spice Girls, insieme a Schizophonic di Geri Halliwell. Ha ricevuto il doppio disco di platino per le vendite in tutta Europa(2,000,000). Triplo disco di platino in Regno Unito (900,000) e ha venduto circa 4.000.000 di copie in tutto il mondo.

## Classifiche
| Classifica (1999-2000)   | Posizione massima |
| ------------------------ | ----------------- |
| Canada                   | 16                |
| Stati Uniti "Heatseeker" | 8                 |
| Regno Unito              | 4                 |
| Svizzera                 | 12                |
| Austria                  | 16                |
| Paesi Bassi              | 8                 |
| Belgio                   | 28                |
| Svezia                   | 1                 |
| Finlandia                | 6                 |
| Norvegia                 | 3                 |
| Australia                | 32                |
| Nuova Zelanda            | 36                |